# Camilo Sánchez Benítez
Camilo Guillermo Sánchez Benítez (Casa Pastores, Santa Lucía de Tirajana, Gran Canaria, 26 de mayo de 1955 - ibídem, 29 de diciembre de 2000) fue un político canario. 

## Biografía
En 1971, con 16 años de edad, se inicia en la actividad política y sindical como cristiano de base y militante del movimiento sindical y vecinal autogestionario, participando en la Hermandad Obrera de Acción Católica (HOAC), Movimiento Obrero Autogestionario, Unión Sindical Obrera (USO) o Federación Sindical Autogestionaria Canaria. Fue miembro fundador de la Federación Autogestionaria de Asociaciones de Barrios de Canarias y de Asamblea de Vecinos, en 1978. Fue militante del Movimiento Cultural Cristiano desde sus inicios hasta su muerte. En las elecciones locales de 1979 es elegido concejal en el ayuntamiento de Santa Lucía de Tirajana por el partido político Asamblea de Vecinos, desempeñando el cargo de Teniente de Alcalde. 
En las distintas elecciones seguirá presentándose dentro de las distintas candidaturas que suceden a Asamblea de Vecinos, como Asamblea Canaria, Asamblea Canaria Nacionalista e Iniciativa Canaria, hasta que el 23 de octubre de 1995 se convierte en alcalde sustituyendo a Carmelo Ramírez Marrero. En las elecciones municipales de 1999 vuelve a presentarse encabezando la lista de Coalición Canaria, siendo elegido de nuevo alcalde. 
El 30 de diciembre de 2000 fallece en el Hospital Universitario Insular de Gran Canaria, siendo alcalde del municipio, a causa de un cáncer que padecía desde hacía varios años.
| Predecesor: Carmelo Ramírez Marrero | Alcalde de Santa Lucía de Tirajana 1995 - 2000 | Sucesor: Silverio Matos Pérez |